# Blaueis
O Blaueis é um glaciar da Alemanha e o glaciar mais setentrional dos Alpes. Fica no município de Ramsau na parte bávara dos Alpes de Berchtesgaden. O glaciar fica na vertente orientada a norte, na parte superior do circo de Blaueis, situado entre a rocha frente aos picos Blaueisspitze (2480 m), Hochkalter (2607 m) e Kleinkalter (2513 m), e tem forma de ferradura.
Devido à sua altitude relativamente baixa, o Blaueis tem sido particularmente afetado pelo retrocesso glaciar, que é comum entre os glaciares alpinos. Desde meados de 1980, as rochas no Blaueis têm ficado cada vez mais livres de neve e a parte superior do glaciar está agora mais ou menos separada da esfera mais baixa do que agora se considera «gelo morto».